# Pachyglossa
Pachyglossa là một chi rêu trong họ Geocalycaceae.